# HD 153950
HD 153950, eller Rapeto, är en ensam stjärna, belägen i den södra delen av stjärnbilden Skorpionen. Den har en skenbar magnitud av ca 7,39 och kräver åtminstone en handkikare för att kunna observeras. Baserat på parallaxmätning inom Hipparcosuppdraget på ca 20,2 mas, beräknas den befinna sig på ett avstånd på ca 162 ljusår (ca 50 parsek) från solen. Den rör sig bort från solen med en heliocentrisk radialhastighet på ca 31 km/s.

## Nomenklatur
HD 153950 har namnet Rapeto. Namnet valdes i NameExoWorlds-kampanjen på Madagaskar, under IAU:s 100-årsjubileum. Rapeto är en gigantisk varelse i malagasiska berättelser.

## Egenskaper
HD 153950 är en gul till vit stjärna i huvudserien av spektralklass F8 V. Den har en massa som är ca 1,1 solmassor, en radie som är ca 1,4 solradier och utsänder från dess fotosfär ca 2,4 gånger mera energi än solen vid en effektiv temperatur av ca 6 000 K. 

## Planetsystem
I oktober 2008 upptäcktes en exoplanet vid stjärnan. Detta objekt observerades med hjälp av metoden för mätning av radiell hastighet genom sökprogram som utfördes med hjälp av HARPS spektrograf. Planeten har en massa ungefär 2,73 gånger Jupiters massa och rör sig potentiellt i banor inom den beboeliga zonen kring stjärnan.